# At-Tawba
At-Tawba (arabe : سُورَةُ ٱلتَّوْبَةِ, Le Repentir ou La Repentance) est le nom traditionnellement donné à la 9e sourate du Coran, le livre sacré de l'islam. Elle comporte 129 versets. Rédigée en arabe comme l'ensemble de l'œuvre religieuse, elle fut proclamée, selon la tradition musulmane, durant la période médinoise. 
Parmi les 114 sourates composant le corpus coranique, elle est la seule à ne pas commencer par la formule introductrice caractéristique du texte sacré de l'islam, à savoir Au nom de Dieu, le Tout Miséricordieux, le Très Miséricordieux (bismillāhi r-Raḥmāni r-Raḥīmi / بِسْمِ ٱللَّٰهِ ٱلرَّحْمَٰنِ ٱلرَّحِيمِ), connue des musulmans sous le nom de « basmala » (بَسْمَلَة).

## Origine du nom
Bien que le titre ne fasse pas directement partie du texte coranique, la tradition musulmane a donné comme nom à cette sourate Le Repentir.
Cette sourate est parfois connue sous le nom d’al-bara’a, terme obscur tiré du verset 1 et pouvant signifier le « désaveu », « l’immunité ».

## Historique
Il n'existe à ce jour pas de sources ou documents historiques permettant de s'assurer de l'ordre chronologique des sourates du Coran. Néanmoins selon une chronologie musulmane attribuée à Ǧaʿfar al-Ṣādiq (VIIIe siècle) et largement diffusée en 1924 sous l’autorité d’al-Azhar,, cette sourate occupe la 113e place. Elle aurait été proclamée pendant la période médinoise, c'est-à-dire schématiquement durant la seconde partie de la vie de Mahomet, après avoir quitté La Mecque. Contestée dès le XIXe par des recherches universitaires, cette chronologie a été revue par Nöldeke,, pour qui cette sourate est la 113e.
Cette sourate, à la différence des autres, n’est pas introduite par la basmala. Certains supposent que les sourates 8 et 9 ne formaient à l’origine qu’une seule. Schwally pose l’hypothèse que cette absence soit due à une erreur de scribe tandis que Bell considère qu’elle est superflue en raison du début de la sourate, lui-même annonçant qu’il s’agit d’une proclamation venant d’Allah.
Cette sourate est un assemblage de morceaux de textes. Pour Pohlmann, « il est indiscutable que la sourate n’a pas été écrite en une seule fois », même s'il n’est pas possible de savoir l’évolution de celle-ci, ni l’identité des personnes impliquées. Le contexte de rédaction pourrait correspondre à celui des premiers califes.

## Interprétations
Cette sourate évoque le respect et le non-respect des alliances (v.1-37) et le manque de foi (v.38-127). Dans son ensemble, cette sourate se veut un manifeste contre ceux qui « s’opposent à l’exigence du combat contre les incroyants ». Donner affirme que la sourate 9 « est de manière générale l’une des plus compromettantes et militantes de tout le Coran ».
En l’absence de données contextuelles claires, la contextualisation par les traditions musulmanes « ne sont nullement nécessaires et sont même en partie peu convaincante ». La situation reflétée pourrait être celle des premiers califes, alors à la tête d’un « État-djihad ».

### Verset 5-6: le verset de l'épée
« Quand les mois sacrés seront expirés, tuez les infidèles quelque part que vous les trouviez ! Prenez-les ! Assiégez-les ! Dressez pour eux des embuscades ! S'ils reviennent [de leur erreur], s'ils font la Prière et donnent l'Aumône (zakat), laissez-leur le champ libre ! Allah est absoluteur et miséricordieux. »

— Le Coran (trad. R. Blachère), « Le repentir (At-Tawbah) », IX, 5.
Le verset 5 de la sourate 9 ordonne de combattre tous ceux (les païens et les idolâtres) qui ne croient pas « à la vraie religion ». Le verset 5 est une interpolation, possiblement « l’ajout le plus récent ». Le but de celui-ci est de commenter le destin des polythéistes et ce que les musulmans doivent faire, en cas de refus de conversion. Les 13 premiers versets ne constituent pas une unité littéraire cohérente.
Ce verset est considéré par un certain nombre d'auteurs anciens, et aujourd'hui encore par certains islamistes, comme un verset abrogeant « tout autre verset appelant à une attitude conciliante à l’égard des non-musulmans. », plus d'une centaine selon certains auteurs. Il est appelé le « verset de l’épée » ou « verset du sabre » (âyat al-sayf). Ce nom est donné entre le XIe et le XIIIe siècle. Cette vision abrogeante, qui se développe principalement à partir des recherches d'Ibn Taymiyya (1263 -1328 Damas) et d'Ibn Kathir (1301-1373 Damas), « est privilégiée aujourd’hui dans l’enseignement destiné à former les imams et les docteurs, et ce jusqu’à el-Azhâr, la grande mosquée-université du Caire. » Pour Omero Marongiu-Perria, le principe d'abrogation de versets par le verset de l'épée est admis par « une majorité d'exégètes traditionnels musulmans ».
Selon Pohlmann, le verset 6 semble avoir été rédigé par quelqu’un qui ne connaissait pas le verset 5. Pour lui, « il est difficile de savoir si ce verset doit être considéré comme un ajout [...] sur la version initiale ou s'il s'agit d'une interpolation encore plus tardive ». Asma Asfaruddin cite plusieurs commentaires anciens du Coran comme celui de Mujahid. Selon le Tanwīr al-Miqbās, tafsîr (exégèse coranique) attribué à Ibn Abbas, le verset 6 commande à Mahomet d'accorder un sauf-conduit aux polythéistes qui le demandent. Cela leur permettrait d'entendre le Coran et de regagner leurs terres s'ils ne se convertissent pas à l'islam, idée que l'on retrouve chez plusieurs commentateurs. Ce verset a fait l'objet de réflexions quant à son statut, puisque certains auteurs anciens, comme al-Ḍaḥḥāk, le considèrent comme abrogé par le précédent tandis que d'autres, comme al-Hassan al-Basrî, le considèrent comme non-abrogé.
Le Coran ne précise pas qui sont les "polythéistes" cités dans les premiers versets de cette sourate. Pour Patricia Crone, ce verset concerne un groupe spécifique de personnes accusées d'avoir rompu un traité de paix. Chouiref fait remarquer que l'interprétation d'al-Ḍaḥḥâk, selon laquelle ce verset désigne tous les polythéistes, est plus répandue que celle d'al-Razi, selon lequel il s'agirait de "groupes [spécifiques] de polythéistes qui trahirent leurs engagements". Cette opinion traditionnelle selon laquelle il s'agirait des Mecquois n'est pas présente dans le texte coranique. Pohlmann remarque que, dans cette même sourate, les chrétiens et les juifs sont considérés comme des polythéistes (v. 28-31).

### Versets 29–32: Combattez ceux qui ne croient ni en Allah ni au Jour dernier [...]
Le manuscrit 27.1 DAM, dit Coran de Sana'a, soulève de nombreuses questions quant à ce passage. Ce passage est, en effet, absent du manuscrit mais certaines expressions se retrouvent dans d'autres versets avec des variations par rapport à la forme actuelle du Coran. Dye reconnait que ce passage est un « passage obscur, qui a visiblement subi plusieurs remaniements ».
Le verset 29, appelé « verset de la guerre », mobilise au combat à mort contre les juifs et les chrétiens (ceux qui « ne croient ni en Allah ni au Jour dernier, qui n'interdisent pas ce qu'Allah et Son messager ont interdit ») et est interprété littéralement par les islamistes alors qu'il a été révélé dans le contexte d'une guerre dont la cause était l'hostilité des juifs et des chrétiens au message de l'islam. Dans ce verset, contrairement aux traductions usuelles, le terme ʿan yadin ne peut signifier l'idée de soumission, sens tardif de ce terme. De plus, la capitation imposée proviendrait, pour l'auteur, des institutions perses découvertes lors des conquêtes arabes, après la mort de Mahomet. La seconde partie de ce verset pourrait être, pour Dye, une interpolation tardive. Le verset 29 est pour Kropp un ajout tardif lié au développement d'une administration.
L'auteur du verset 30 invente une parallélisme entre ʿUzayr (en) dans le judaïsme et Jésus dans le christianisme. Si certains auteurs y reconnaissent Esdras, il s'agit pour Comerro et Dye plus probablement d'ʿAzarya, compagnon de Daniel. Cette « mise en parallèle forcée » est à but polémique. Pour Pregill, ce verset permet d'appuyer l'association des chrétiens et des juifs au concept de kuffār (« mécréant »). Pour Azaiez, le verset 30, contenant deux citations afin de les contredire, appartient au domaine de la polémique et au style du « contre-discours ». Ce style correspond à 10 % du corpus coranique.
Cet ensemble (que Pohlmann élargit aux versets 29-35) est composé de morceaux d’époques différentes. La formulation ‘an yadin, par exemple, pourrait correspondre à l’époque omeyyade, peut-être du règne d’Abd al-Malik (685-705). L’interpolation des versets 30-35 permet de présenter les chrétiens et les juifs comme des polythéistes ou des associateurs. Ils doivent donc être combattus.
Pour Pregill, en associant cette sourate à la fin de la vie de Mahomet, la tradition musulmane s'est servi de ce passage pour établir la doctrine classique du Jihad : « combattre les polythéistes jusqu'à leur conversion, monothéistes jusqu'à ce qu'ils se soumettent et paient la ǧizya ». Cette datation tardive de la tradition permet de l'inclure dans le système d'abrogation des versets contradictoires, dans ce cas précis de versets plus tolérants.

### Versets 111-118
Ce passage évoque plusieurs épisodes inconnus en dehors de la tradition islamique. Pour Hilali, ce passage est absent du manuscrit 27.1 DAM, dit Coran de Sana'a, mais certaines expressions comme "dans le chemin de Dieu" se retrouvent dans d'autres versets avec des variations par rapport à la forme actuelle du Coran.
Sourate 9, V. 111 (trad. R. Blachère) : « Allah a acheté aux croyants leurs personnes et leurs biens contre don à eux du Jardin. Ils combattent dans le chemin d’Allah. Ils tuent ou sont tués. Promesse [solennelle] !, devoir pour [Allah énoncé] dans la Thora, l'Evangile et la Prédication ! Or qui donc, mieux qu'Allah, tient bien son pacte ? Réjouissez-vous de l'allégeance que vous avez conclue avec Lui ! C'est là le Succès Immense. »
L'idée de Salut en échange de biens matériels et de la vie du fidèle est une notion déjà présente dans le christianisme syriaque (en). Cependant, dans le Coran, cette notion se transforme : ce n'est plus le fidèle qui choisit de se donner, mais Dieu qui en décide, et il ne s'agit plus de quelques biens, mais de l'abandon total de tout ce que possède le croyant. Cette dynamique instaure une relation de type dominateur-dominé entre Dieu et l'homme, en rupture avec la conception chrétienne d'un Dieu-Père fondée sur l'amour et la liberté. Pour Rippin, ce verset utilise du vocabulaire propre aux transactions commerciales.
Citant la Torah, l’Évangile et le Coran comme trois livres appelant à combattre "dans le sentier d’Allah", le rédacteur coranique cherche à réunir l'ensemble de ceux qui reconnaissent une révélation. Pregill ne comprend pas les références à des appels à la violence s'appuyant sur les textes juifs et chrétiens dans l'Antiquité. Cette comparaison, pour Stewart, s'explique par la volonté du rédacteur coranique de s'inscrire dans un genre littéraire particulier, les « révélations ».
Pour Reynolds, l'indication dans le verset 113 à ne pas prier pour ceux qui ne croient pas en Allah montre que Mahomet ne prêchait pas un "Dieu dans un sens abstrait mais un dieu avec des caractéristiques particulières".
Younes considère que le verset 117 est mal traduit et doit se lire : « Après qu'Il (Dieu) eut presque dévié les cœurs d'une partie d'entre eux, alors Il [Dieu] se tourna vers eux avec miséricorde ».

## Usages islamistes de la sourateAt-Tawba
Pour Mimelli, la sourate 9 est une des sourates les plus violentes du Coran. Pour cette raison, plusieurs de ses versets sont très souvent cités par les jihadistes.
Ainsi, le penseur, militant et intellectuel musulman Sayyid Qutb — l’un des plus importants doctrinaires des Frères musulmans — appuie sa doctrine de la guerre sur plusieurs sourates, mais en particulier sur les versets 93-129 de la sourate At-Tawba. S'appuyant sur des versets considérés comme tardifs, il prétend qu'ils ne peuvent ainsi être adoucis par les versets antérieurs. Pour lui, « l’Islam est par essence combatif et seuls les combattants perçoivent la foi en vérité, dans la communauté. ». S'appuyant sur les versets 97-102, la guerre doit, pour lui, concerner la terre entière.
Pour Sayyid Qutb, les versets favorables aux « gens du Livre », juifs et chrétiens, sont abrogés par le verset 29 de la sourate 9, dit « verset de la guerre ». Ils sont « déclarés par Dieu en erreur manifeste, toute semblable à celle des polythéistes arabes et des idolâtres romains ou autres. ». La légitimation théologique de ce rejet se retrouve aussi dans le corpus des hadiths. Pour Qutb, « le combat armé contre les gens du Livre est, par ces versets coraniques, identique à celui contre les autres polythéistes. Ils deviennent l’une des cibles du jihâd. »

Texte de la sourate (Coran datant de 1874)
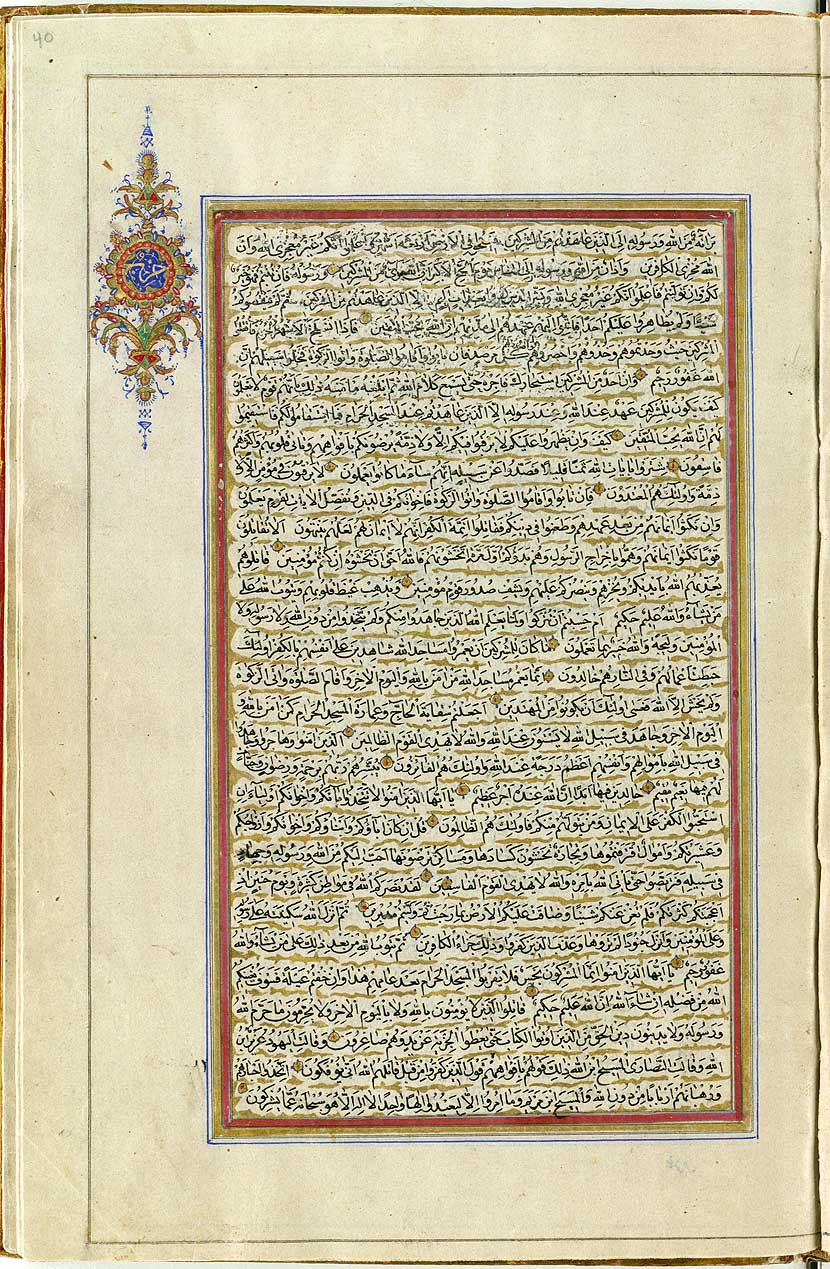
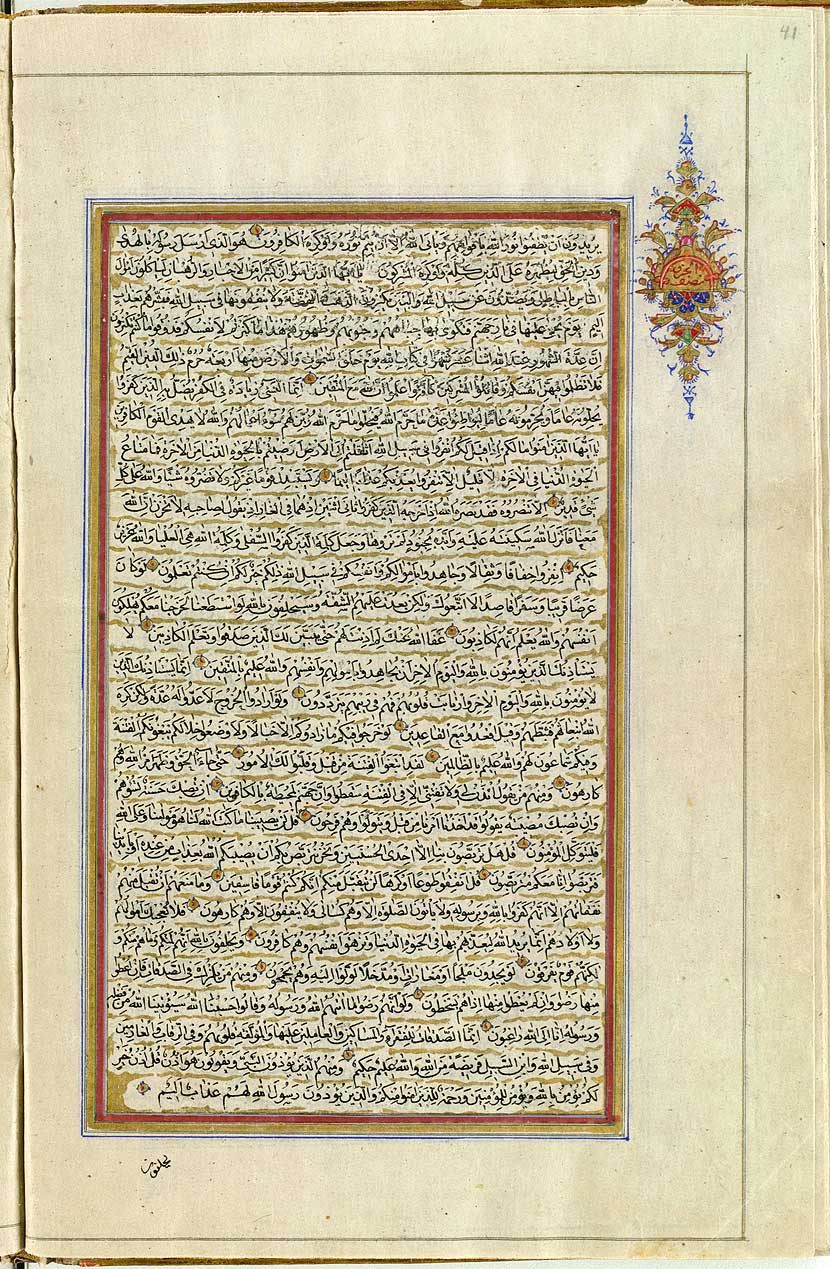
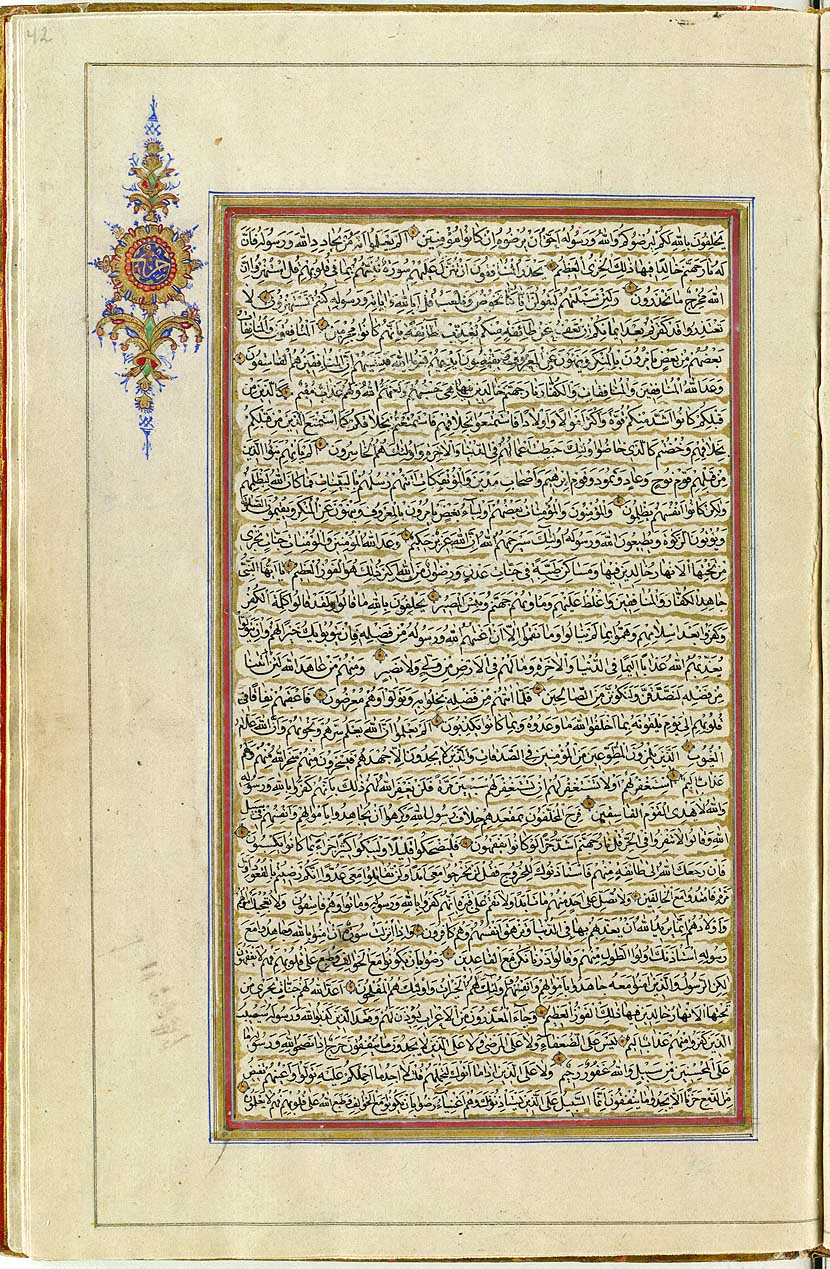
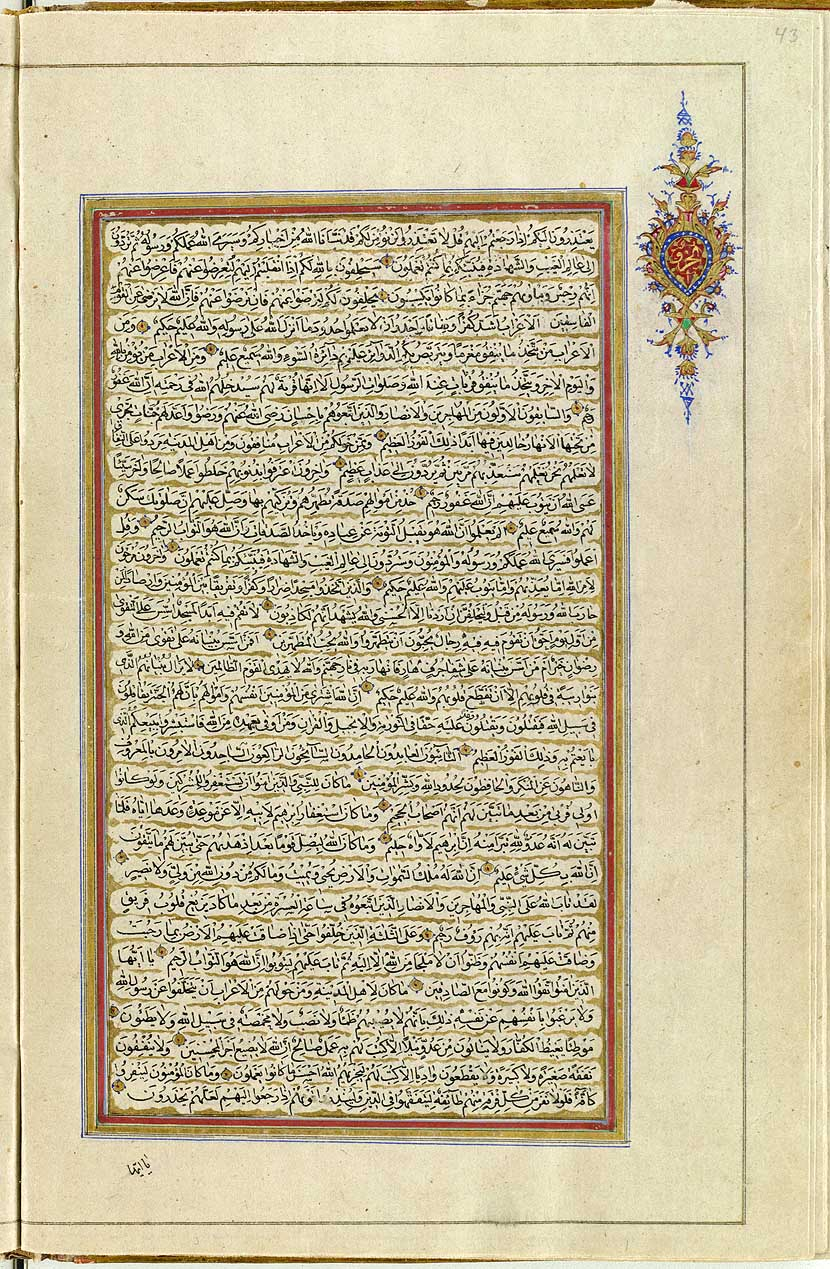
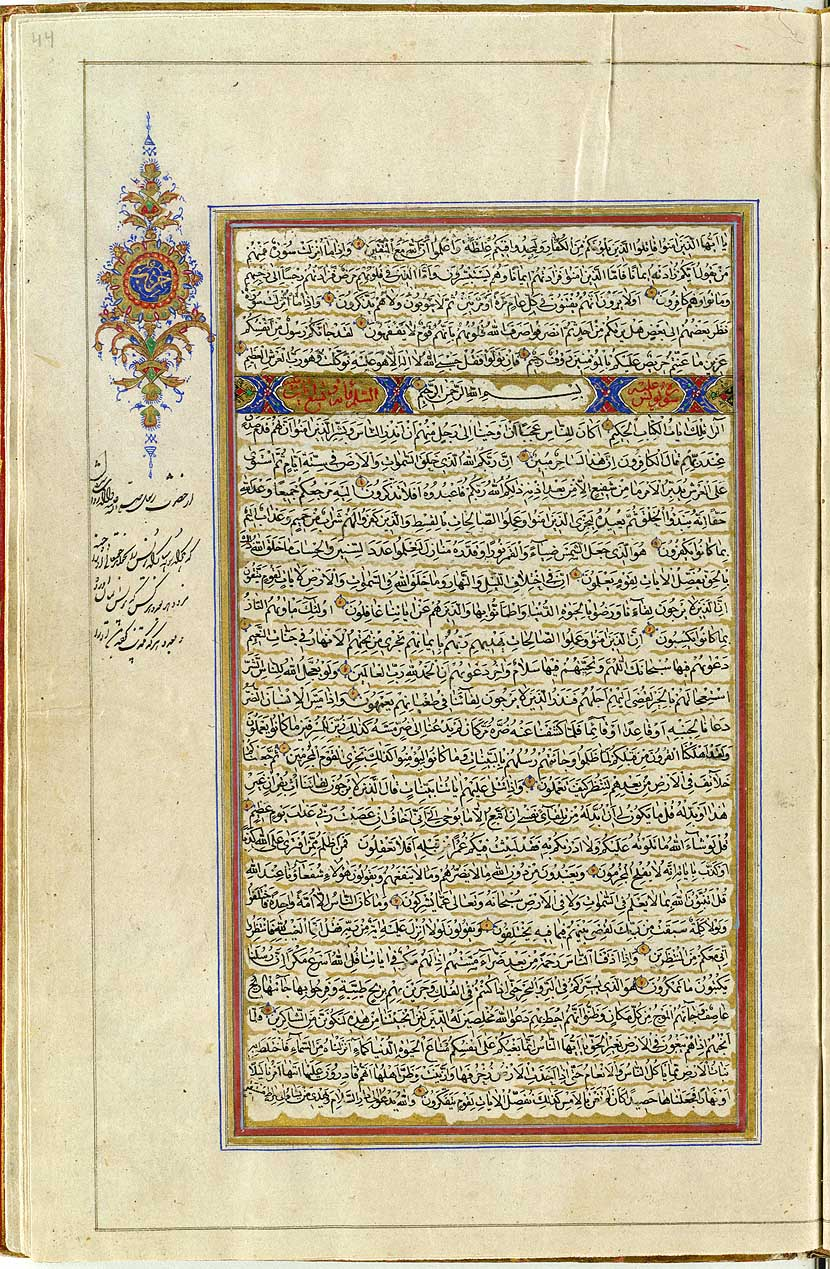